# Lyubana prolongata
Lyubana prolongata är en stekelart som beskrevs av Xiao och Huang 1997. Lyubana prolongata ingår i släktet Lyubana och familjen puppglanssteklar. Inga underarter finns listade i Catalogue of Life.